# Karol Borsuk
Karol Borsuk   (Varsòvia, 8 de maig de 1905 - Varsòvia, 24 de gener de 1982) fou un matemàtic polonès.
La seva àrea d'interès principal va ser la topologia.
Es va graduar i doctorar a la Universitat de Varsòvia el 1927 i 1930, respectivament. Membre de l'Acadèmia polonesa de ciències des de 1952.
Borsuk és recordat sobre tot pel teorema de Borsuk-Ulam, per la conjectura que porta el seu nom, i per la introducció dels conceptes de retracte i de teoria de la forma.

## Obres
- Geometria analityczna w n wymiarach ("Geometria analítica en n dimensions", 1950)
- Podstawy geometrii ("Fonaments de la geometria", 1955)
- Theory of Retracts (1966)
- Theory of Shape (1975)